# Martin Procházka (1994)
Martin Procházka (* 1. března 1994 Roudnice) je český lední hokejista hrající na pozici levého útočníka.

## Život
Ve svých mládežnických letech nastupoval za výběry pražské Sparty. Pravidelně až do juniorských let patřil také do reprezentačních výběrů své země, kterou reprezentoval i na mistrovstvích světa pro hráče do 18 a posléze též do 20 let. Mezi muži se prvně představil během svého hostování v první lize v ročníku 2012/2013, kdy odehrál čtyři utkání za HC Stadion Litoměřice. Další ročník hrál stále za litoměřický klub, ale objevil se již také v české nejvyšší soutěži v dresu své mateřské Sparty. Obdobná situace pokračovala i o rok později. Následující ročník (2015/2016), stále coby kmenový hráč Sparty hrál nejen za ni, ale též za Litoměřice a nově i za Rytíře Kladno. V sezóně 2016/2017 se objevil v zápasech jak Sparty, tak též Liberce a Plzně, ve kterých hostoval. Ročník 2017/2018 odehrál kompletně na hostování v Mladé Boleslavi, kam po sezóně ze Sparty přestoupil. V průběhu toho ročníku (2018/2019) ovšem odešel na hostování do Dynama Pardubice, které však v průběhu sezóny vyměnil za hostování v pražské Slavii.